# Dillard's
Dillard's, Inc. (NYSE: DDS) er en amerikansk stormagasinkæde med 282 butikker i 29 delstater og hovedkvarter i Little Rock, Arkansas. Der er 40.000 ansatte.
Dillard's har sin oprindelse fra et stormagasin etableret i 1938 af William T. Dillard i Little Rock, Arkansas.